# Horten H.VII
Le Horten H.VII est un avion de formule aile volante destiné à la formation à la chasse conçu par les frères Horten pendant la Seconde Guerre mondiale .

## Développement
Le H.VII est à l'origine désigné par la Reichsluftfahrtministerium (RLM) sous le code 8-226, mais le RLM lui a  donné plus tard la nouvelle désignation RLM 8-254, il est donc connu comme Horten Ho 226 ou Horten Ho 254, bien qu'aucune de ces désignations n'aient vraiment été utilisée en pratique.
En 1942, le H.VIIest initialement conçu comme banc d'essai du moteur à jet pulsé Schmitt-Argus, mais ce projet est annulé en 1943 et l'avion sert alors pour l'entrainement. Il est dérivé du Horten HV mais équipé de moteurs Argus As 10C plus puissants. Walter Horten effectue lui-même le premier vol en mai 1944 et participe à plusieurs heures d’une série de vols d’essais destinés à dissiper les inquiétudes quant à la contrôlabilité de l’ aéronef sans queue en cas de perte de puissance asymétrique.
Deux prototypes sont construits et le H.VII V-3, en voie d'achèvement au moment où l'avance alliée atteint l'usine Peschke de Minden, aurait été le premier des vingt avions de production. Deux H.VII sont détruits lors de l'avance et un a été emmené en URSS.